# Eustrotiinae
De Eustrotiinae zijn een onderfamilie van vlinders uit de familie van de uilen (Noctuidae).

## Geslachten
- Acontiola Staudinger, 1900
- Aconzarba Hacker, 2016
- Amiana Dyar, 1904
- Argillophora Grote, 1873
- Capis Grote, 1882
- Cerathosia Smith, 1887
- Copibryophila Smith, 1900
- Deltote Reichenbach, 1817
- Erastroides Hampson, 1893
- Eulocastra Butler, 1886
- Hiccoda Moore, 1882
- Homocerynea Barnes & McDunnough, 1913
- Koyaga Ueda, 1984
- Maliattha Walker, 1863
- Marimatha Walker, [1866]
- Micardia Butler, 1878
- Microplexia Hampson, 1908
- Mimasura Hampson, 1910
- Naranga Moore, 1881
- Neotarache Barnes & Benjamin, 1922
- Ozarba Walker, 1865
- Paraphyllophila Kononenko, 1985
- Phoenicophanta Hampson, 1910
- Phyllophila Guenée, 1852
- Protodeltote Ueda, 1984
- Pseudodeltote Ueda, 1984
- Pseudozarba Warren in Seitz, 1913
- Sugia Ueda, 1984
- Thalerastria Staudinger, 1898
- Wittstrotia Speidel & Behounek, 2005
- Xanthograpta Hampson, 1910